# Indonesien i olympiska sommarspelen 1972
Indonesien tävlade i olympiska sommarspelen 1972 i München i Västtyskland. 

## Bågskytte
- Damer, individuellt
  - Tjoeij Lin Alienilin, 2100 poäng, placering 37

## Simhopp
- Damer, 3 meter svikthopp
  - Mirnawati Hardjolukito, 188,94 poäng, placering 30